# Эрдёг, Карл
Карл Йозеф Эрдёг (венг. Karl Josef Ördögh; 10 февраля 1908, Вена — 27 декабря 2001, Вена) — австрийский и германский хоккеист на траве и с шайбой, вратарь; тренер по хоккею на траве, судья по хоккею с шайбой. Участник летних Олимпийских игр 1928 и 1948 годов как игрок, 1952 года как тренер, серебряный призёр чемпионата Европы по хоккею с шайбой 1932 года.

## Биография
Карл Эрдёг родился 10 февраля 1908 года в австро-венгерском городе Вена (сейчас в Австрии).

### Карьера в хоккее на траве
Первоначально играл в хоккей на траве за Австрийскую спортивную организацию учителей, с 1927 года — за ОХК из Вены. В 1930-е годы выступал за «Веринг», в составе которого неоднократно становился чемпионом Австрии. В сезоне-1932/33 защищал цвета «Крицендорфера», в 1940-е годы — за «Арминен-Веринг». В 1947 году выступал за венский «Штрассенбанер», в 1950 году вернулся в «Веринг».
В 1928 году вошёл в состав сборной Австрии по хоккею на траве на летних Олимпийских играх в Амстердаме, занявшей 9-е место. Играл на позиции вратаря, провёл 2 матча, пропустил 7 мячей (6 от сборной Индии, 1 — от Швейцарии).
В 1948 году вошёл в состав сборной Австрии по хоккею на траве на летних Олимпийских играх в Лондоне, поделившей 7-9-е места. Играл на позиции вратаря, провёл 2 матча, пропустил 2 мяча (по одному от сборных Испании и Аргентины). 
В 1952 году был главным тренером сборной Австрии по хоккею на траве на летних Олимпийских играх в Хельсинки, поделившей 7-8-е места.

### Карьера в хоккее с шайбой
С 1925 года играл в хоккей с шайбой за «Веринг». В 1928—1932 годах выступал за «Пётцляйнсдорфер», в 1932—1938 годах — за венский «Энгельман», в 1938—1939 и 1946 годах — за Венский конькобежный клуб, в 1939—1942 годах — за Венскую ассоциацию ледовых видов спорта, в 1948 году снова представлял «Энгельман». Также играл за «Штрассенбанер». Трижды выигрывал чемпионат Австрии — один раз с «Пётцляйнсдорфером» (1932), два раза — с «Энгельманом» (1936, 1938). В 1940 году с командой Венской ассоциации ледовых видов спорта стал чемпионом Германии. В составе «Энгельмана» в 1932 году завоевал Кубок Шпенглера.
В 1932 году в составе сборной Австрии стал серебряным призёром чемпионата Европы в Берлине.
Трижды участвовал в чемпионатах мира. В 1934 году в Милане, где австрийцы заняли 7-е место, провёл 4 матчах с коэффициентом надёжности 1,43 и был признан лучшим вратарём турнира. В 1935 году в Давосе, где сборная Австрии заняла 6-е место, провёл 5 игр с коэффициентов надёжности 2,12. Также входил в состав австрийцев на чемпионате мира 1938 года в Праге, но не выходил на лёд.
Был судьёй по хоккею с шайбой.
Помимо хоккея занимался настольным теннисом.
Умер 27 декабря 2001 года в Вене.